# American Darling
 (janvier 2022).
Si vous disposez d'ouvrages ou d'articles de référence ou si vous connaissez des sites web de qualité traitant du thème abordé ici, merci de compléter l'article en donnant les références utiles à sa vérifiabilité et en les liant à la section « Notes et références ».
American Darling (en anglais The Darling) est un roman de l'écrivain américain Russell Banks, paru en 2004.
La traduction française est parue chez Actes Sud en 2005.

## Résumé
Hannah Musgrave, 59 ans, revient d’abord sur sa vie de jeune bourgeoise américaine et militante, puis sur sa fuite au Liberia, petit pays d’Afrique coincé entre la Sierra Leone (à l’ouest), la Guinée (au nord), et la Côte d'Ivoire (à l’est). Elle raconte tout d’abord, son engagement dans les années 1960-70, dans divers mouvements, notamment en faveur des droits civiques. En raison de ses actions pour servir les causes qu’elle défend, elle est contrainte de modifier d’abord son nom, pour adopter celui de Dawn Carrington, puis de quitter les États-Unis. 
La jeune femme est entraînée par son camarade Zach à Accra, au Ghana. Mais afin de poursuivre sa quête, de trouver réellement sa liberté, elle se sépare de Zach et s’envole alors pour le Liberia. Là, elle fait la rencontre de Woodrow Sundiata, ministre délégué à la Santé publique dans le gouvernement de William Tolbert. Woodrow lui offre de travailler pour un laboratoire où des chimpanzés sont utilisés pour tester des produits pour le compte de grands laboratoires pharmaceutiques américains. Hannah possède une formation médicale et peut donc travailler dans ce laboratoire ; en échange, Woodrow lui promet de ne pas la livrer aux autorités américaines présentes au Liberia. 
Ainsi débute sa nouvelle vie dans l’ouest africain. Elle épouse très vite Woodrow, avec qui elle aura trois enfants. Mais les événements politiques du pays l'empêchent de rester là-bas. Lorsque la guerre civile éclate, elle va tout perdre et rentre aux États-Unis.